# It Won't Be Soon Before Long
It Won't Be Soon Before Long  - drugi album zespołu Maroon 5. Pierwszym singlem jest Makes Me Wonder, drugim Wake Up Call.

## Lista utworów
1. "If I Never See Your Face Again" (Adam Levine/James Valentine) – 3:21
2. "Makes Me Wonder" (Adam Levine/Jesse Carmichael/Mickey Madden) – 3:31
3. "Little of Your Time" (Adam Levine) – 2:17
4. "Wake Up Call" (Adam Levine/James Valentine) – 3:21
5. "Won't Go Home Without You" (Adam Levine) – 3:51
6. "Nothing Lasts Forever" (Adam Levine) – 3:07
7. "Can't Stop" (Adam Levine/James Valentine) – 2:32
8. "Goodnight Goodnight" (Adam Levine) – 4:03
9. "Not Falling Apart" (Adam Levine) – 4:02
10. "Kiwi" (Adam Levine/Jesse Carmichael) – 3:34
11. "Better That We Break" (Adam Levine) – 3:06
12. "Back at Your Door" (Adam Levine/Jesse Carmichael) – 3:47

Bonus
1. "Figure It Out" - 2:59
2. "Infatuation" - 4:25
3. "Until You're Over Me" - 3:15
4. "Losing My Mind" – 3:21
5. "Miss You Love You" - 4:45
6. "Story" - 4:33

## Muzycy
- Adam Levine – śpiew, gitara
- Matt Flynn – perkusja
- Jesse Carmichael – instrumenty klawiszowe
- James Valentine – gitara
- Mickey Madden – gitara basowa